# Argyrophylax basifulva
Argyrophylax basifulva là một loài ruồi trong họ Tachinidae.